# District de Kuse

District de Kuse, préfecture de Kyoto.

Le district de Kuse (久世郡, Kuse-gun) est un district de la préfecture de Kyoto, au Japon.

## Géographie

### Démographie
Au 1er novembre 2014, la population du district de Kuse s'élevait à 16 375 habitants répartis sur une superficie de 13,86 km2.

### Municipalités du district
- Kumiyama

### Anciennes municipalités
- Jōyō (1951-1972)
- Mimaki (1879-1954)
- Sayama (1879-1954)